# 里白算盘子
里白算盘子（学名：Glochidion triandrum）为大戟科算盘子属下的一个种。

## 扩展阅读
- 維基物種上的相關：里白算盘子